# Calâm
Ilmal calâm (em árabe: علم الكلام; romaniz.: ʿIlm al-Kalām; lit. "ciência do discurso"), geralmente encurtado como calâm, kalam, kalâm ou kalãm é às vezes chamado de "teologia escolástica islâmica", é o estudo da doutrina islâmica ('aqa'id). Surgiu da urgência de estabelecer e defender princípios da fé islâmica contra duvidantes e detratores.  Um estudioso de calâm é chamado mutacalim (mutakallim; pl. mutakallimūn) como distinto de filósofos, juristas e cientistas.